# Derolus volvulus
Derolus volvulus es una especie de escarabajo longicornio del género Derolus, tribu Cerambycini, subfamilia Cerambycinae. Fue descrita científicamente por Fabricius en 1801.

## Descripción
Mide 12 milímetros de longitud.

## Distribución
Se distribuye por Arabia Saudita, China, India, Indonesia, Laos, Nepal, Filipinas y Vietnam.